# This Place Hotel
Singles de The Jacksons
Lovely One
(1980) Can You Feel It
(1980)
Pistes de Triumph
Everybody
(4) Time Waits For No One
(6)
This Place Hotel est le deuxième single extrait de l'album Triumph (1980) des Jacksons. Son titre était au départ Heartbreak Hotel mais il fut modifié pour ne pas confondre la chanson avec celle d'Elvis Presley
C'est un titre funk écrit et composée par Michael Jackson. Au tout début, on entend Latoya Jackson qui pousse un cri. This Place Hotel a inspiré, par son ambiance et sa structure musicale, Rod Temperton lorsqu'il a composé un peu plus tard Thriller (1982).

## Sur scène
This Place Hotel a été chantée par les Jacksons pendant les tournées Triumph Tour, Victory Tour, puis par Michael Jackson lors du Bad World Tour.

## Crédits
- Arrangement - Michael Jackson
- Claviers - Greg Phillinganes
- Guitares - Tito Jackson, David Williams, Mike Sembello et Paul Jackson, Jr.
- Basse - Nathan Watts
- Batterie - Ollie Brown
- Percussion - The Jacksons et Paulinho Da Costa
- Timbales - Michael Jackson
- Arrangement de corne - Tom Tom 84
- Arrangement du prélude - Jerry Hey
- Effets sonores - Gene Corso
- Voix principale - Michael Jackson
- Chœurs - Stephanie Spruill, Maxine Willard Waters et Julia Tillman Waters
- Voix additionnelle - La Toya Jackson